# Мак Милър
Мак Милър (на английски: Mac Miller) е американски хип-хоп музикант и продуцент.
Започва да се занимава с музика през 2007 г., когато е на 15 години. През 2010 г. подписва договор с лейбъла Rostrum Records, а през 2011 г. издава първия си албум – Blue Slide Park, който има значителен успех.
Милър поддържа връзка с певицата Ариана Гранде от август 2016 до май 2018 г.
Умира на 7 септември 2018 г. от свръхдоза наркотици.

## Дискография
- 2011: Blue Slide Park
- 2013: Watching Movies with the Sound Off
- 2015: GO:OD AM
- 2016: The Divine Feminine
- 2018: Swimming
- 2020: Circles